# هاينز بودي
هاينز بودي هو سياسي ألماني، ولد في 8 أكتوبر 1925 في بوخوم في ألمانيا، وتوفي في 14 سبتمبر 1991 في كولونيا في ألمانيا. نشط حزبياً في الاتحاد الديمقراطي المسيحي. وقد انتخب عضو في البوندستاغ الألماني خلال فترته النيابية ‏ (19 أكتوبر 1965 – 19 أكتوبر 1969).